# Beginvoorwaarde
Een beginvoorwaarde is een eis waaraan de oplossing van een differentiaalvergelijking moet voldoen. Als de oplossing gedefinieerd is op een interval, schrijft de beginvoorwaarde de waarde van de oplossing aan het begin van het interval voor. Omdat vaak de oplossing als functie van de tijd wordt gezien, legt de beginvoorwaarde de waarde van de oplossing op het begintijdstip vast.

## Voorbeeld
Een voorwerp wordt recht omhoog gegooid. De beweging wordt beschreven door:
{\displaystyle {\frac {\mathrm {d} ^{2}h}{\mathrm {d} t^{2}}}=-g},
waarin {\displaystyle h} de hoogte en {\displaystyle g} de  valversnelling is. Dit is een differentiaalvergelijking, met als algemene oplossing:
{\displaystyle h(t)=-{\tfrac {1}{2}}gt^{2}+C_{0}t+C_{1}},
waarin nog twee integratieconstanten {\displaystyle C_{0}} en {\displaystyle C_{1}} voorkomen.
Om de oplossing voor de gegeven situatie te vinden, moeten we nog rekening houden met de beginvoorwaarden, namelijk de hoogte van waaraf gegooid werd en de beginsnelheid op het begintijdstip {\displaystyle t_{0}}:
- beginhoogte {\displaystyle h(t_{0})=h_{0}}
- beginsnelheid {\displaystyle {\frac {\mathrm {d} h}{\mathrm {d} t}}(t_{0})=v_{0}}

Door deze eisen liggen de integratieconstanten vast en wordt de oplossing:
{\displaystyle h(t)=-{\tfrac {1}{2}}gt^{2}+v_{0}t+h_{0}}